# Neosiro exilis
Neosiro exilis – gatunek kosarza z podrzędu Cyphophthalmi i rodziny Sironidae.

## Taksonomia
Gatunek ten opisany został po raz pierwszy w 1963 roku przez Richarda Lawrence’a Hoffmana pod nazwą Siro exilis. Do rodzaju Neosiro przeniesiony został w 2022 roku przez Ivo Mladena Karamana.

## Morfologia
Drobny gatunek kosarza, o długości ciała poniżej 2 mm. Posiada krótkie nogi i silnie zesklerotyzowane ciało, czym przypomina roztocze. Oczy nie występują.

## Ekologia i występowanie
Gatunek higrofilny, występujący najczęściej w pobliżu rzek i strumieni, gdzie przebywa w ściółce drzew liściastych. Związany z torfowcami (Sphagnum sp.).
Neosiro exilis jest amerykańskim endemitem. Jego zasięg ograniczony jest do górskich rejonów stanów: Wirginia, Wirginia Zachodnia i Maryland. W Maryland jest jedynym przedstawicielem rodzaju Siro, wykazanym tylko z Parku Stanowego Swallow Falls, gdzie występuje pospolicie w okolicy rzeki Youghiogheny.